# Garoua
Garoua o Garua és una ciutat portuària, capital de la província del Nord del Camerun, sobre el riu Benue. És un pròsper centre de les indústries tèxtils i del cotó. La ciutat té aproximadament 836.899 habitants el 2018, la majoria Fulbe/Fulani.

## Història
Garoua fou creada per l'emir fulbe Modibbo Adama a la primera meitat del segle xix. La població de la ciutat era de 30.000 habitants el 1967.

## Geografia
Garoua està situada al nord del Camerun, i jeu sobre el riu Benue. És la porta d'entrada al Parc Nacional Benoue.

## Personatges il·lustres
- Goggo Addi (1911–1999), contacontes que va treballar per preservar l'herència cultural del poble Fulbe[6]
- Ahmadou Ahidjo (1924–1989), primer president del Camerun[7]
- Gautier Bello (1983), futbolista